# Barbatteiidae
De Barbatteiidae zijn een familie van uitgestorven hagedissen, endemisch op het paleo-eiland Hațeg in de Tethysoceaan tijdens de laatste stadia (Maastrichtien) van het Krijt, in wat nu Roemenië is.
De familie werd in 2017 benoemd door Vlad A. Cordrea, Márton Venczel en Alexandru Solomon, zonder een exacte definitie als klade. Zij omvat de twee monotypische geslachten Barbatteius en Oardasaurus, naast wat onbepaald materiaal. Zij lijkt nauw verwant te zijn aan moderne teiiden en het hagedissengeslacht Meyasaurus uit het Vroeg-Krijt.